# جزيرة دوينومو
جزيرة دوينومو وهي جزيرة من جزر إندونيسيا، وتقع في إقليم غورونتالو ضمن جزر سولاوسي.